# Чигмалиновка
Чигмалиновка (чув. Чекмалиновка) — поселок в Клявлинском районе Самарской области в составе сельского поселения Чёрный Ключ.

## География
Находится на расстоянии примерно 6 километров по прямой на запад от районного центра железнодорожной станции Клявлино.

## История
Поселок был основан в начале XX века переселенцами из села Клявлино. 

## Население
Постоянное население составляло 30 человек (чуваши 64%, русские 33%) в 2002 году, 10 в 2010 году.